# Hrvoje Šintić
Hrvoje Šintić (Zagreb, 17. ožujka 1977.), hrvatski vaterpolist, reprezentativac, osvajač odličja za Hrvatsku.
Nastupao je za VK Medveščak do 2000. godine kada odlazi u španjolski klub CD Larraina Vidaurre (Druga liga) iz Pamplone gdje ostaje tri sezone i s klubom u sezoni 2000/2001. ulazi u Division de Honor (Prva liga). Nakon tri sezone u Pamploni prelazi u madridski Real Canoe gdje se zadržao jednu sezonu. Nastupao je i za hrvatsku juniorsku reprezentaciju s kojom osvaja brončanu medalju na EP u Istanbulu 1996., a kruna karijere je naslov svjetskog juniorskog prvaka osvojen na Kubi 1997. godine.